# Le Concept d'amour chez Augustin
Le Concept d'amour chez Augustin est un ouvrage d'Hannah Arendt paru en 1929 en allemand, chez Springer Verlag. Il s'agit de sa thèse de doctorat remaniée, soutenue sous la direction de Karl Jaspers le 28 novembre 1928. C'est le premier livre publié d'Arendt. Il a été traduit en français en 1991 chez Tierce, puis en 1996 chez Payot & Rivages. 

## Contenu
L'ouvrage est une analyse des concepts de vie et d'amour chez Augustin d'Hippone, l'un des plus grands théologiens du christianisme. Il est en trois parties : l'amour comme désir, le rapport entre le Créateur et la créature, la vie en société.
Julia Kristeva commente l'œuvre d'Arendt et affirme que la jeune philosophe est essentiellement influencée par les idées de Karl Jaspers et Martin Heidegger, qui sont également ses professeurs. Kristeva écrit que « cette première recherche abstraite, purement philosophique, questionne – au cœur du lien transcendantal qu'est l'amour chrétien – le lien pluriel qui unit les hommes dans le monde ».

## Éditions
- Hannah Arendt (trad. de l'allemand), Le Concept d'amour chez Augustin, Paris, Payot & Rivages, coll. « Rivages poche », 2000, 182 p. (ISBN 2-7436-0560-X).